# Roloff Andersson
Roloff Andersson, född 11 april 1744 i Östra Skrevlinge i Husie socken (nuvarande Malmö kommun), död 8 april 1828, var en svensk präst och läroboksförfattare.
Roloff Andersson var son till bonden Anders Knutsson och Bengta Larsdotter. Han kallade sig först Schrewelius, men antog senare namnet Andersson efter sin styvfar, bondeståndets talman Anders Mattsson. Roloff Andersson erhöll skolundervisning i Malmö, blev student vid Lunds universitet 1761 och prästvigdes 17 december 1763. Han var då 19 år (och åtta månader) och därmed Sveriges genom tiderna yngste präst. Han blev 1765 kollega vid Landskrona skola, och kollega superior där 1769. Roloff Andersson promoverades till filosofie magister 1768, avlade pastoralexamen 1771 och utnämndes 1779 till tjänstgörande hovpredikant. 1777 utgav han Genwäg til borgerliga räkne-konsten, som ansågs så användbar, att den utkom i inte mindre än åtta upplagor. Hans Arithmetica tiro-nica, utgiven 1779, är en utvidgning och förbättring av den förra matteboken. Roloff Andersson blev kyrkoherde i Glimåkra och Örkene socknar 1781 och blev prost 1792. 1808 blev Roloff Andersson kontraktsprost i Östra Göinge härad.
Han blev 1818 riddare av Vasaorden och 1820 jubelmagister vid Lunds universitet.